# Marsha Hunt (színművész, 1917–2022)
Marsha Hunt, született Marcia Virginia Hunt (Chicago, Illinois, 1917. október 17. – Los Angeles, 2022. szeptember 7.) amerikai színésznő, modell, aktivista.

## Fontosabb filmjei
- The Virginia Judge (1935)
- Easy to Take (1936)
- Gentle Julia (1936)
- The Accusing Finger (1936)
- Murder Goes to College (1937)
- Egy leány, aki nyer (Easy Living) (1937)
- A vadnyugat szülötte (Born to the West) (1937)
- Mi lesz veled Andy Hardy? (The Hardys Ride High) (1939)
- Téli karnevál (Winter Carnival) (1939)
- These Glamour Girls (1939)
- Büszkeség és balítélet (Pride and Prejudice) (1940)
- Akik az eget szántják (Flight Command) (1940)
- Cheers for Miss Bishop (1941)
- The Penalty (1941)
- Virágok a porban (Blossoms in the Dust) (1941)
- Joe Smith, amerikai (Joe Smith, American) (1942)
- Kid Glove Killer (1942)
- Hét szerelmes kislány (Seven Sweethearts) (1942)
- Cry ′Havoc' (1943)
- Az élet komédiája (The Human Comedy) (1943)
- Pilot No. 5 (1943)
- None Shall Escape (1944)
- Mindenki muzsikája (Music for Millions) (1944)
- Katasztrófa: Egy asszony története (Smash-Up: The Story of a Woman) (1947)
- Piszkos alku (Raw Deal) (1948)
- Mary Ryan, Detective (1949)
- The Happy Time (1952)
- Johnny háborúba megy (Johnny Got His Gun) (1971)
- Chloe′s Prayer (2006)
- Marsha Hunt′s Sweet Adversity (2014)